# Ледовый дворец Республики Мордовия
Госуда́рственное учрежде́ние «Ледо́вый дворе́ц Респу́блики Мордо́вия» — многофункциональное спортивное сооружение, расположенное в Саранске (Республика Мордовия).

## История
Ледовый дворец был открыт 19 октября 2007 года. Его общая площадь составляет более 13 тысяч квадратных метров.
Здание в плане выглядит как буква «Т» из двух перпендикулярных корпусов 106 х 48 и 34 х 60 метров, этажность составляет от одного до трёх этажей. На цокольном этаже расположен гардероб для посетителей. В фойе первого этажа имеется кафе. На втором этаже — фитнес-центр и тренажёрный зал, а также бар. На третьем — конференц-зал и административные помещения.
Имеются две ледовые арены:
- основная арена (размеры 30 х 60 метров) предназначена для проведения хоккейных матчей, соревнований по фигурному катанию и других представлений и массовых мероприятий. Она имеет трибуны на 3000 мест и комментаторскую кабину, оборудована хоккейными бортами, защитным остеклением и защитной сеткой.
- малая арена (28 х 58 метров) используется для тренировок хоккеистов и фигуристов, а также для массового катания на коньках посетителей ледового дворца.

Для изготовления и поддержания в рабочем состоянии ледового покрытия используется современное оборудование. Толщина льда составляет 4 см.
При Ледовом дворце организованы детско-юношеские спортивные секции по хоккею, фигурному катанию и шорт-треку.
В Ледовом дворце Республики Мордовия проходили соревнования зимней спартакиады молодёжи России, первенство России по фигурному катанию, по хоккею с шайбой среди девушек, чемпионат России по хоккею среди инвалидов по слуху. Также в Ледовом дворце прошёл международный боксёрский поединок в супертяжёлом весе Олег Маскаев — Ричи Боруфф.
Гостями ледового дворца были сборная команда «Легенды хоккея СССР», ледовое шоу «Танцы на льду», телешоу «Фабрика звёзд-7» и шоу Ильи Авербуха «Ледниковый период».
С 26 по 29 декабря 2010 года в Ледовом дворце проходил чемпионат России по фигурному катанию 2011 года. С 8 по 10 сентября 2011 в Ледовом дворце прошли мероприятия Международного форума "Россия - спортивная держава".